# Tååsen
Tååsen är ett naturreservat i Västerås kommun i Västmanlands län.
Området är naturskyddat sedan 2009 och är 39 hektar stort. Reservatet består av barrskog med inslag av asp och andra lövträd. Det finns även hällmarker på låga bergs-ryggar och sumpskogar och kärr i svackorna.